# Blue Flame

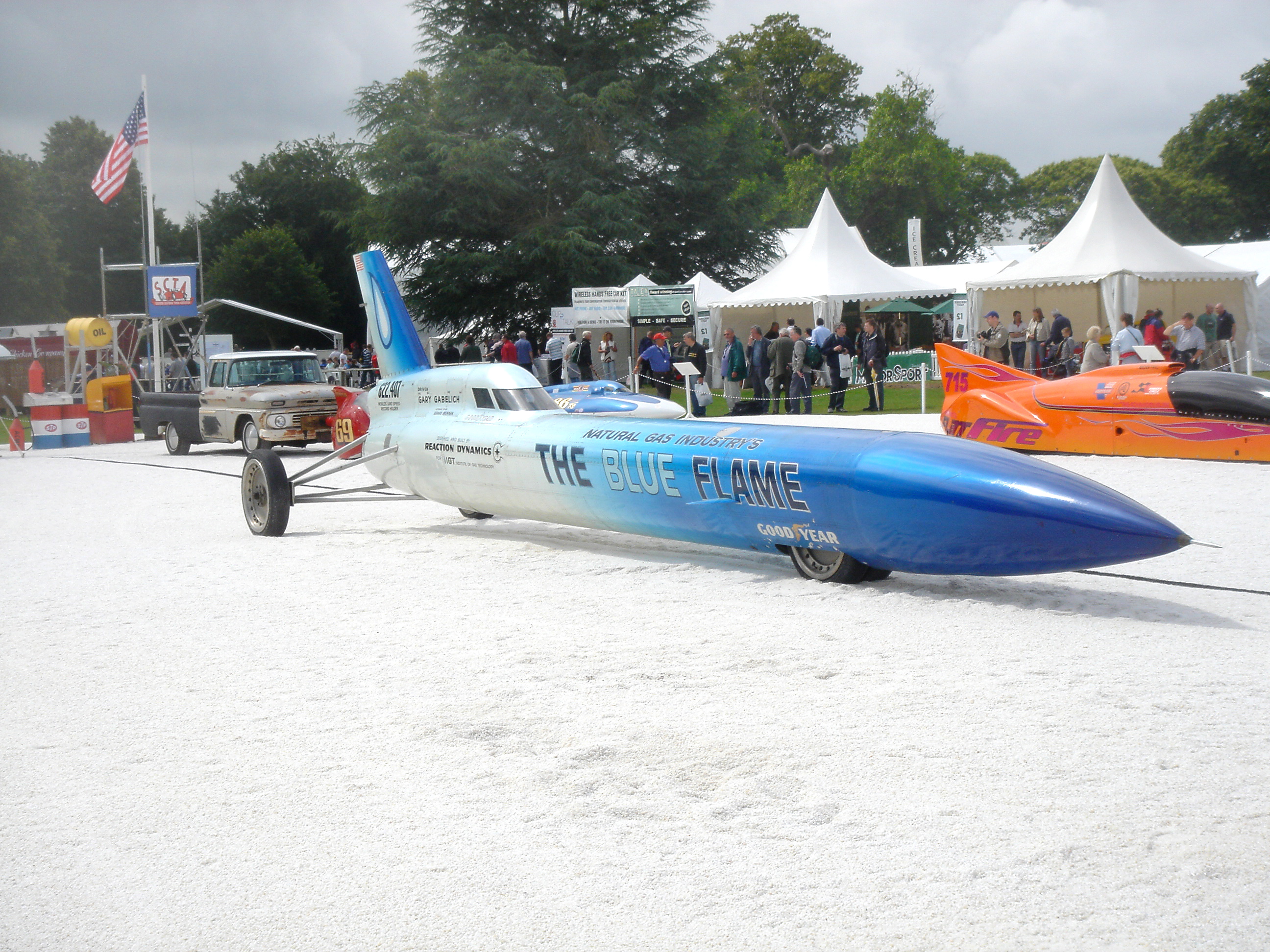
A Blue Flame

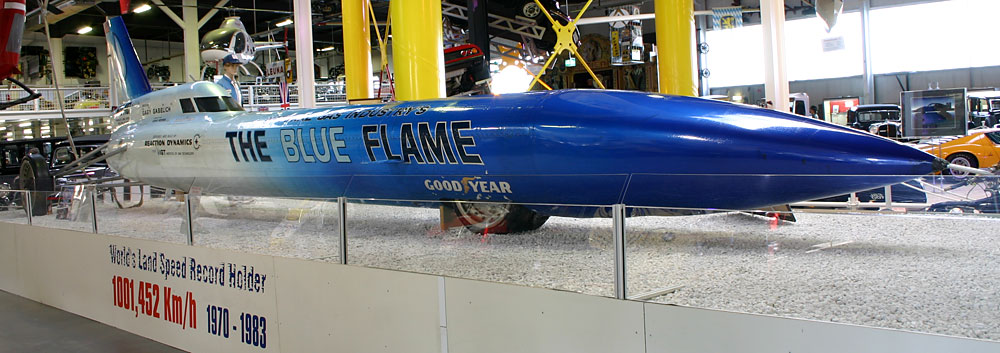
A Blue Flame a németországi Auto- und Technik múzeumban

A Blue Flame (a.m. „Kék Láng”)  amerikai tervezésű és építésű, rakétameghajtású autó, amely 1970-től 13 éven át tartotta az autók szárazföldi sebességi rekordját 1 mérföld távolságon és még további 14 éven át 1 km-en is. Előbbi eredményét (1001,7 km/h) a Thrust2 javította meg 1983 októberében (1019,5 km/h), utóbbit (1014,5 km/h) pedig Noble másik rekorder autója, a ThrustSSC 1997-ben (1223,7 km/h), miután a Trust2 nem volt képes a szabályok értelmében legalább 1%-kal felülmúlni a Blue Flame sebességét az 1 km-es szakaszon. Továbbá a Blue Flame volt az első szárazföldi sebességrekorder jármű, amely képes volt átlépni a bűvös 1000 km/h-s álomhatárt, valamint az első, amely rakétameghajtású volt.
Az autót a Reaction Dynamics nevű cég építette Milwaukee-ban az 1960-as évek végén. A céget Pete Farnsworth, Ray Dausman és Dick Keller alapították, akik közül Keller volt az építője a világ első hidrogén-peroxiddal működő rakétahajtású gyorsulási versenyautójának. Az itt kikísérletezett technikát alkalmazták a Blue Flame megalkotásánál is, amelyet folyékony hajtóanyagú (cseppfolyós földgáz + hidrogén-peroxid) és menet közben változtatható tolóerejű rakétával szereltek fel. A hajtómű hűtését maga a hajtóanyag végzi, mely mielőtt belépne az égéstérbe, a fúvóka falának külsején fekvő csőrendszeren áramlik keresztül, felvéve a motor hőjének egy részét.
A berendezést úgy tervezték, hogy 20 másodpercen keresztül képes legyen 98 kN tolóerőt szolgáltatni, de a tesztek során fellépett sérülések miatt a rekorddöntésre ezt az értéket a felére (~50 kN) korlátozták. Ennek ellenére az autó 1970. október 23-án a Bonneville sóstó kiszáradt medrében 1014,513 km/h-t ért el 1 km-en és 1001,667 km/h-t 1 mérföld távolságon. Megjavítva ezzel Craig Breedlove 1965-ben, Spirit of America nevű járművével felállított rekordjait.

## A jármű adatai
- Pilóta: Gary Gabelich (horvát származású amerikai állampolgár)
- Támogató: Natural Gas Industry and Southern California Gas Company
- Hajtómű: folyékony hajtóanyagú rakéta
- Hajtóanyag: folyékony földgáz és hidrogén-peroxid
- Maximális tolóerő: 98 kN
- Hosszúság: 11,64 m
- Szélesség: 2,33 m
- Fülke magassága: 1,56 m
- Teljes magasság: 2,64 m
- Üres tömeg: 2945 kg
- Tengelytáv: 7,77 m
- Fordulókör sugara: kb. 400 m
- Fékrendszer: egy 18,4 m átmérőjű fékezőernyő és egy tartalék ernyő
- Gumiabroncsok: Goodyear, 24 bar nyomású száraz levegővel feltöltve, külső átmérő 884 mm
- Kerekek fordulatszáma a csúcssebességnél: kb. 6300 1/min
- Gyorsulás: 0 - 1050 km/h kb. 22 másodperc alatt (1,35 g átlaggyorsulás)
- Bekerülési költség: több mint 650 000 USD
- Kiállítva: Auto- und Technikmuseum Sinsheim (Németország)

## Külső hivatkozások
- Rövidfilm a Blue Flame rekorddöntéséről. YouTube